# Gebroeders Montgolfier

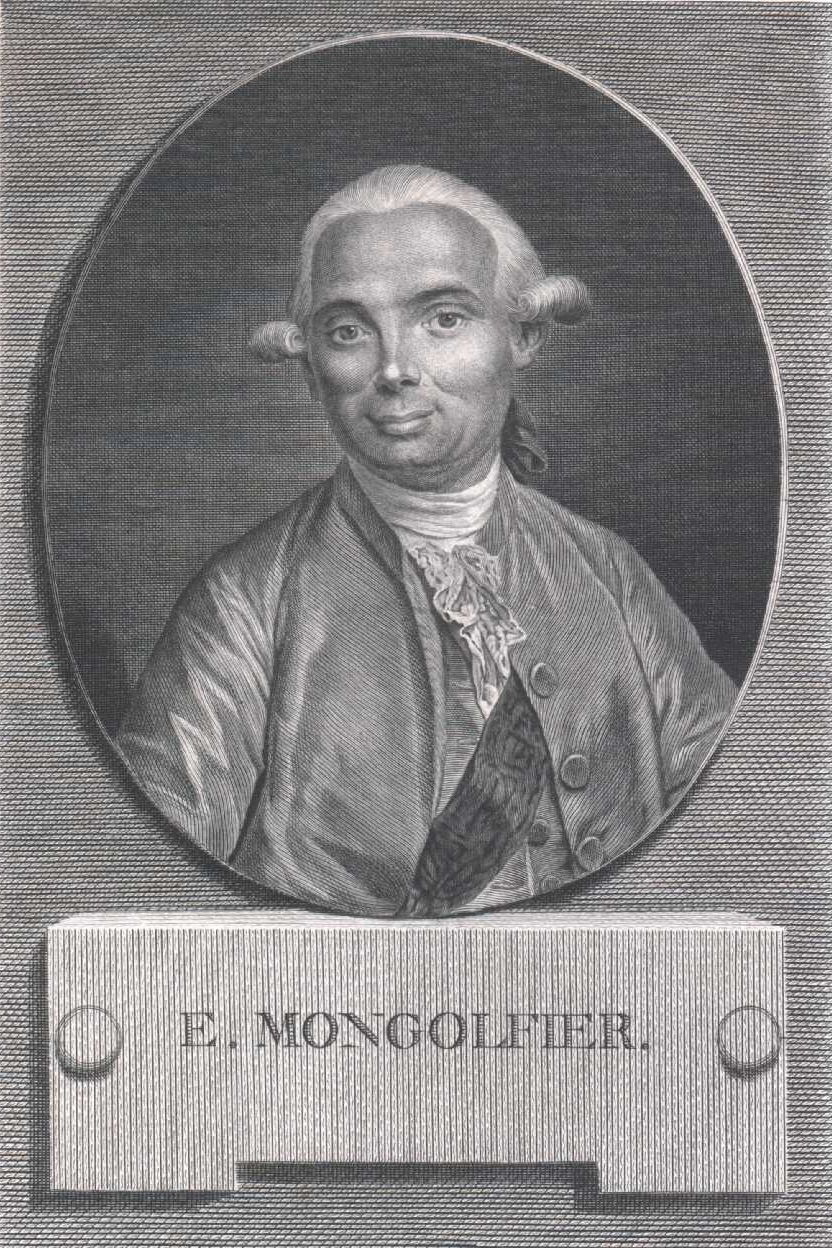
Jacques Étienne Montgolfier

Joseph Michel Montgolfier (26 augustus 1740 – 26 juni 1810) en Jacques Étienne Montgolfier (6 januari 1745 – 2 augustus 1799) zijn de uitvinders van de luchtballon. Zij waren zonen van Pierre Montgolfier (1700-1793), een grote en rijke papierfabrikant in de Ardèche, vader van zestien kinderen. Een opbollend en dichtgeknoopt hemd, dicht bij de open haard, bracht de broers op een idee.

## Onbemande testen

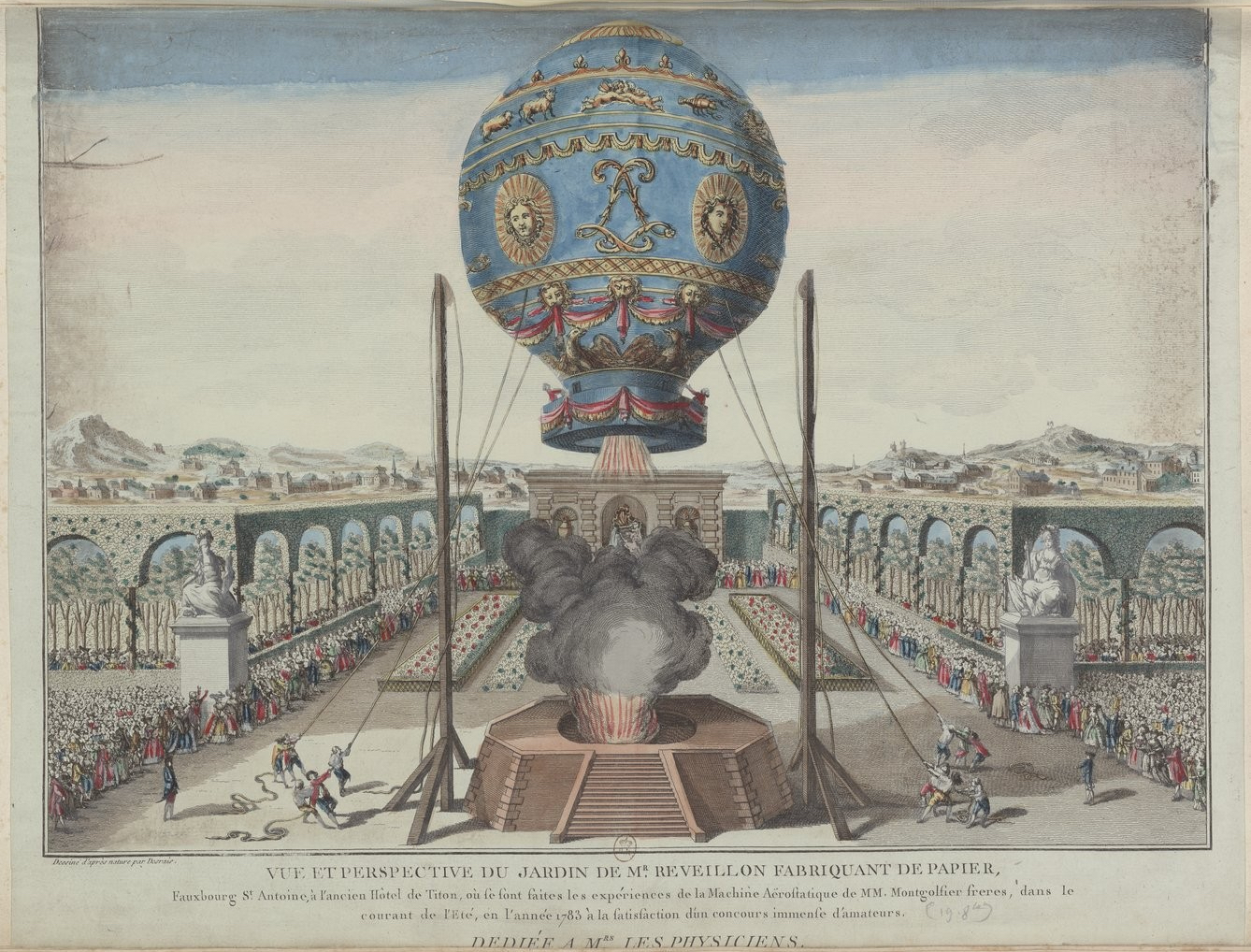
Test vanaf het exercitieveld Champ de Mars

Op 4 juni 1783 gaven de gebroeders Montgolfier hun eerste publieke demonstratie, door bij Annonay een 900 m³ grote linnen zak, beplakt met papier en met aluin geïmpregneerd, te laten opstijgen met behulp van hete lucht. Voor de opwarming werd wol en stro in brand gestoken. De ballon legde een afstand van twee km af in een tijd van ongeveer 10 minuten, waarbij een hoogte van bijna 2000 meter zou zijn bereikt.
Op 14 juni gaven de gebroeders Montgolfier een demonstratie in Versailles om de koning en de Franse Academie van Wetenschappen te overtuigen. De succesvolle behangfabrikant Jean-Baptiste Réveillon zegde de broers steun toe en kwam over de brug met geld, een geschikte werkplaats, nieuw ontwikkeld behang en andere praktische adviezen. De volgende ballon werd le Réveillon gedoopt. Tevens hielp Réveillon professor Jacques Charles bij zijn experimenten met de waterstofballon.
De volgende test was op 11 september vanuit de tuin van la Folie Titon, het woonhuis van Réveillon. Aimé Argand, een specialist op het gebied van verbranding, was aanwezig. Op 19 september 1783 werd een ballonvaart uitgevoerd in Versailles, in aanwezigheid van Lodewijk XVI en Marie Antoinette en een menigte van honderdduizend toeschouwers. Deze eerste ballon in de geschiedenis was vernoemd naar de Franse vorstin: Marie Antoinette. In een aan de ballon bevestigde mand werden een schaap, een eend en een haan meegevoerd. De ballon was azuurblauw en versierd met Franse lelies en gouden zonnen, om de koning te paaien. De vlucht duurde acht minuten. Een forse windstoot met als gevolg een scheur in de ballon maakte een einde aan de luchtreis van 3,5 km. Al gauw gingen er verhalen rond dat de haan en het schaap gewond zouden zijn geraakt, maar het schaap stond na de landing in een bos van het stro te eten; de haan en de eend zaten ineengedoken. Niettemin was het experiment succesvol. Het schaap "Montauciel" eindigde zijn leven in de koninklijke dierentuin.

## De eerste bemande vluchten
Op 15 oktober 1783, na een eerdere test, werd de eerste bemande vlucht uit de geschiedenis uitgevoerd, met als inzittende de natuurkundige Jean-François Pilâtre de Rozier. Het experiment werd twee dagen later herhaald, waarbij een geleerd gezelschap was uitgenodigd. De ballon zat echter beide keren aan touwen vast. De derde vlucht, op 21 november, was een echte vrije vlucht. Toen was de markies François-Laurent d'Arlandes, een ambitieuze majoor, zijn medepassagier in plaats van twee ter dood veroordeelde gevangenen, zoals de koning had geadviseerd. Aan de beide gevangenen werd overigens alsnog gratie verleend.

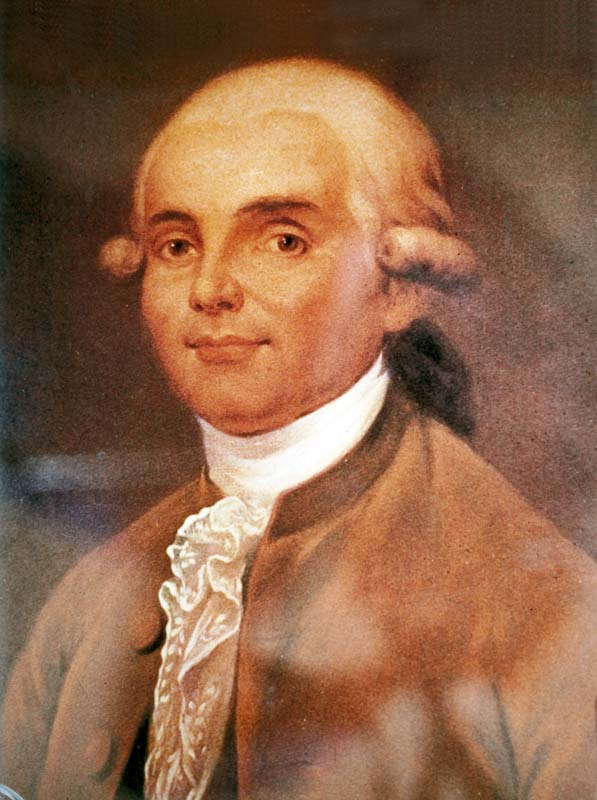
Joseph Michel Montgolfier

Op 19 januari 1784 stapte Joseph Montgolfier te Lyon in een ballon, samen met de bedaarde Pilâtre de Rozier, een helper en vier betalende (adellijke) personen, onder wie prins Charles de Ligne. De ballon Le Flesselles was ruim tien keer zo groot als de eerste "machine aérostate". De voorbereidingen hadden meerdere weken geduurd en de mannen hadden te kampen gehad met ruzie, brand, een gigantische scheur en sneeuw. De prins zou zelfs met een pistool gedreigd hebben om de lancering te bespoedigen. Om de lucht op te warmen werd er gebruikgemaakt van hout en een ijzeren kachel aan boord. Tijdens de vlucht, die een kwartier duurde, kregen de mannen last van de hitte en de scherpe rook. Na een dertiental minuten kwam er een scheur in het gevaarte en begon het snel hoogte te verliezen. De toeschouwers hieven hun handen op of vielen op hun knieën. Ondanks de crash werd de oudste Mongolfier op handen naar een koets gedragen en 's avonds gelauwerd in de opera van Lyon. Het leek de gebroeders Montgolfier uitermate zinvol geworden om zich bezig te houden met het ontwikkelen van een betrouwbare parachute.

## Het vervolg
Jean Pierre Blanchard reisde op 7 januari 1785 als eerste in ballon over Het Kanaal. Het idee ontstond om met een gunstige wind de oceaan over te steken en te proberen Boston (Lincolnshire) te halen. Ondertussen was er sprake dat dieven en smokkelaars gebruik zouden kunnen maken van de ballons, die de pas gebouwde tolmuur en tolhuizen in Parijs, ontworpen door Claude-Nicolas Ledoux onnodig maakte. Meteen ontstond het idee dat de ballons gebruikt zouden kunnen worden voor spionage. Dat de Keteloorlog in de lucht zou kunnen worden uitgevochten, is vermeld door Benjamin Franklin en uitgewerkt door Nicolas-Jacques Conté.

## Waterslagpomp
In 1796 ontwikkelde Joseph-Michel Montgolfier samen met Aimé Argand de waterslagpomp en nam er een patent op.
Deze pomp die slechts waterkracht gebruikte als aandrijving om water naar een hoger niveau te pompen werd in heel wat landen ingezet voor watervoorziening en irrigatie tot de interesse er voor afnam door de opkomst van elektriciteit en elektrische pompen in de 20e eeuw.